# Ramfis Trujillo
Rafael Leonidas Trujillo Martínez mlajši, dominikanski general, * 5. junij 1929, † 27. december 1969.
Bil je sin Rafaela Leónidasa Trujilla Moline, predsednika Dominikanske republike in diktatorja. Zaradi očetovega vpliva je bil pri 14. letih (po nekaterih virih pri starosti 4 let) imenovan za polkovnika in pri devetih letih je bil imenovan za brigadnega generala.
Večinoma pa je bil poznan potem, da je bil playboy v Severni Ameriki in Evropi; tako je bil v zvezi s Kim Novak, Bello Darvi, Octavio Ricart, Lili St. Cyr, Joan Collins, Lito Milan, Debro Paget,... Potem ko je bil njegov oče leta 1961 ubit v atentatu, je nekaj časa poskušal prevzeti oblast v domovini (s pomočjo poveljnika obveščevalne službe Johnnyja Abbesa Garcíe); tako se je imenoval za načelnika Generalštaba Oboroženih sil Dominikanske republike (na tem položaju je bil med 27. majem in 18. novembrom 1961), a je bil še istega leta prisiljen v izgnanstvo; sprva je živel v Franciji, nato pa se je naselil v Španiji, kjer je leta 1969 umrl za posledicami prometne nesreče (pljučnico).